# Integrationsbeirat
Ausländerbeirat – in einigen Städten auch Ausländerrat (teilweise umbenannt), Integrationsrat oder Integrationsbeirat – ist ein Überbegriff für verschiedene deutsche Gremien und Organe, die insbesondere auf kommunaler Ebene die gesetzliche Aufgabe haben, in den Gemeinden und Gemeindeverbänden die Interessen der ausländischen Einwohner zu vertreten. Dazu beraten die Ausländerbeiräte die Organe der Gemeinde in allen Angelegenheiten, die ausländische Einwohner betreffen.

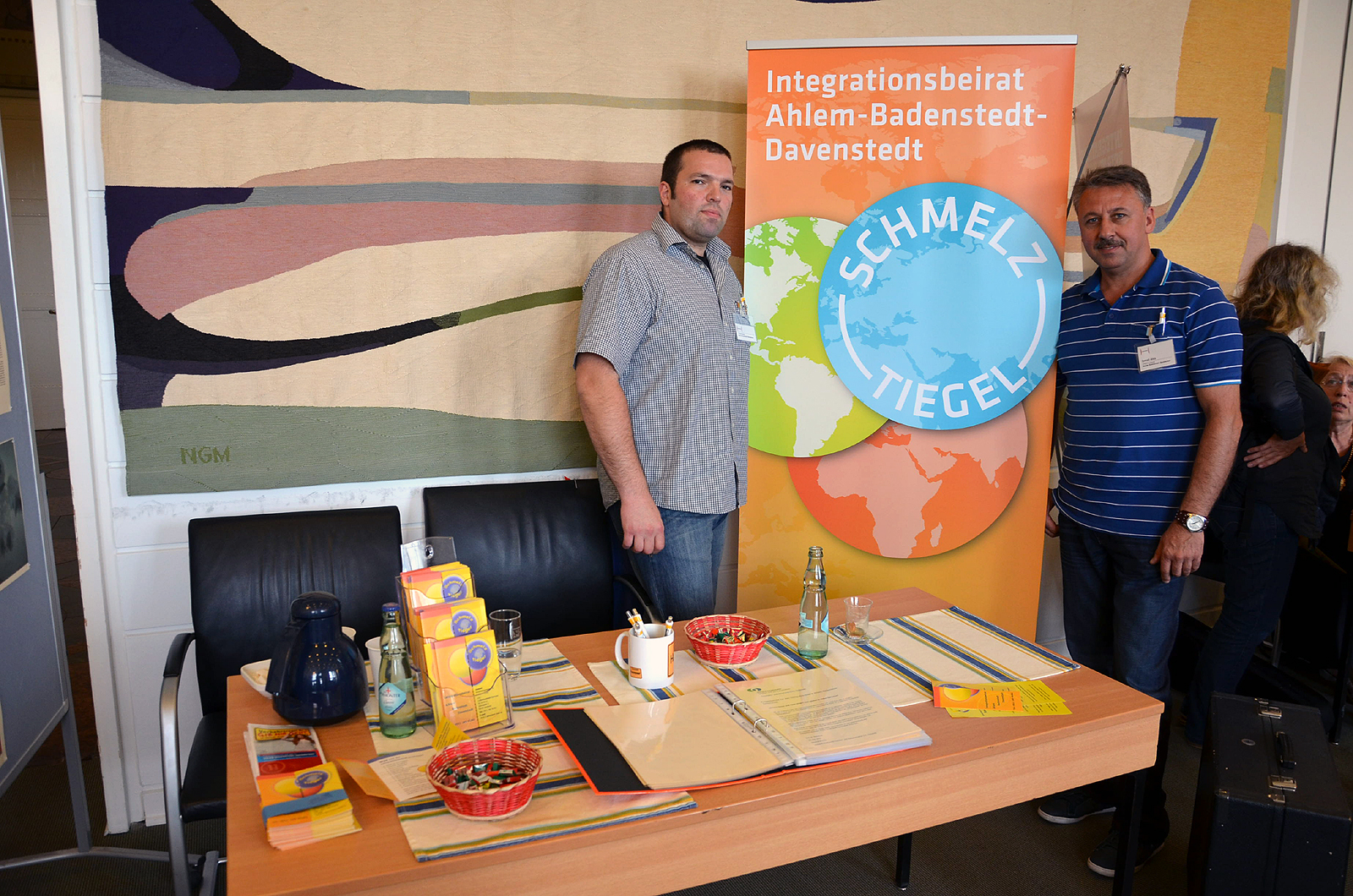
Unter dem Arbeitstitel „Schmelztiegel“ informierten die Migranten Alexey Rechter und Ismael Ates 2013 im Neuen Rathaus von Hannover über den Integrationsbeirat Ahlem-Badenstedt-Davenstedt

Die ersten Ausländerbeiräte wurden 1971 durch kommunale Beschlüsse als die Antwort auf die zunehmende Zahl der auf Dauer in den Gemeinden lebenden ausländischen Einwohner gebildet. Die Vorschriften zur Bildung von Ausländerbeiräten und deren Aufgaben und Rechte sind in Deutschland entsprechend der jeweiligen Gemeindeordnung von Bundesländern zu Bundesland unterschiedlich. Die Einführung der Ausländerbeiräte ist ein Ergebnis der wachsenden rechtlichen und tatsächlichen Integration der in Deutschland lebenden Bevölkerung. Die Aufgabe zur Bildung von kommunalen Ausländerbeiräten ist den Gemeinden als konkrete Ausformulierung der kommunalen Selbstverwaltung durch Landesrecht übertragen. Die in Deutschland lebenden Ausländer sollen über die Ausländerbeiräte eine Teilhabe an den kommunalen Entscheidungsprozessen erlangen.
Wahlberechtigt und wählbar sind in der Regel die volljährigen Ausländer, die seit mindestens drei bzw. sechs Monaten in der Gemeinde wohnen. Zudem wählbar, aber nicht wahlberechtigt, sind Deutsche, die durch Einbürgerung die deutsche Staatsangehörigkeit erworben haben. Damit können EU-Ausländer und ehemalige Ausländer sowohl in den allgemeinen kommunalen Organen als auch in den Ausländerbeiräten vertreten sein.
Im Bundeszuwanderungs- und Integrationsrat (BZI), früher Bundesausländerbeirat, dem Ansprechpartner für die Regierungsorgane auf Bundesebene, sind die Landesarbeitsgemeinschaften der kommunalen Ausländerbeiräte und Ausländervertretungen zusammengeschlossen. Zurzeit vertritt er ca. 400 Ausländerbeiräte aus allen Bundesländern außer Berlin, Hamburg, Nordrhein-Westfalen und Schleswig-Holstein.

## Ausländerbeirat nach Bundesland
| Bundesland             | Ausländerbeirat                                                                               |
| ---------------------- | --------------------------------------------------------------------------------------------- |
| Baden-Württemberg      | Landesverband der kommunalen Migrantenvertretungen Baden-Württemberg                          |
| Bayern                 | Arbeitsgemeinschaft der Ausländer-, Migranten- und Integrationsbeiräte Bayerns (AGABY)        |
| Berlin                 | Beirat für Partizipation und Integration                                                      |
| Brandenburg            | Migrations- und Integrationsrat Land Brandenburg (MIR e. V.)                                  |
| Bremen                 | Bremer Rat für Integration                                                                    |
| Hamburg                | — (bis Juni 2002 Ausländerbeauftragte)                                                        |
| Hessen                 | Arbeitsgemeinschaft der Ausländerbeiräte Hessen                                               |
| Mecklenburg-Vorpommern | —                                                                                             |
| Niedersachsen          | Niedersächsischer Integrationsrat                                                             |
| Nordrhein-Westfalen    | Landesintegrationsrat Nordrhein-Westfalen (ehemals LAGA NRW)                                  |
| Rheinland-Pfalz        | Landesverband der kommunalen Beiräte für Migration und Integration in Rheinland-Pfalz (AGARP) |
| Saarland               | Arbeitsgemeinschaft saarländischer Ausländerbeiräte (AGSA)                                    |
| Sachsen                | —                                                                                             |
| Sachsen-Anhalt         | —                                                                                             |
| Schleswig-Holstein     | —                                                                                             |
| Thüringen              | —                                                                                             |

## Sonderfall EU-Ausländer
Die Bürger der EU haben in den einzelnen Mitgliedsstaaten das aktive und passive Wahlrecht zu den Organen der Gemeinde entsprechend dem geltenden Kommunalwahlrecht. Damit verfügen EU-Ausländer über eine „Doppelrepräsentation“ auf kommunaler Ebene: Sie können über die Kommunalwahlen Einfluss auf die Gemeindegremien nehmen und über die Ausländerbeiräte zusätzlich Einfluss auf die kommunalen Entscheidungen nehmen. Dies gilt analog auch für andere Beiräte wie z. B. einen Seniorenbeirat. 
Der Politikwissenschaftler Joachim Detjen hielt dies 2007 wegen der lediglich beratenden Funktion der Beiräte nicht für kritisch.

## Kontroversen
Kritiker bemängeln, dass es in Ausländerbeiräten oftmals Probleme mit Ausländerextremismus gebe. Kritik an problematischen Listenkandidaten und Vertretern gelte auch denen als Tabu, die rassistische und anti-demokratische Gesinnung selbst ablehnten. So wurde etwa im Januar 2011 berichtet, dass es im Ausländerbeirat der Stadt Frankfurt am Main (KAV) Vertreter gebe, die den rechtsextremen türkischen Grauen Wölfen angehörten. Auch in Wiesbaden, Wetzlar und Aßlar soll es zur Wahl „Grauer Wölfe“ in die Ausländerbeiräte gekommen sein. Erst durch Medienberichte sei man in Hessen auf das Thema aufmerksam geworden.
In Essen kam es im Jahr 2010 zu Wahlmanipulationen bei der Wahl des Integrationsrates. Unmittelbar vor der Neuwahl im November 2011 scheiterte eine Resolution gegen die Grauen Wölfe an der Mehrheitsfraktion, welche bei 6 % Wahlbeteiligung (2010: 13,6 %) ihr Ergebnis von 31,0 % auf 48,4 % noch steigern konnte. In Mönchengladbach gelang es dem örtlichen Ülkü Ocak (Idealistenverein) der ADÜTDF, dem Türk Kültür Derneği (Türkischer Kulturverein Mönchengladbach), sich 2010 und 2014 als eines von sechs Gründungsmitgliedern der Liste Türkisch-Deutscher Integrationsverbund (TDIV) in den Integrationsrat wählen zu lassen, ohne dass die Stadtverwaltung oder eine Ratsfraktion das auch nur kommentierte. Auch die Millî Görüş ist dort TDIV-Mitgründer.

## Österreich
In der Stadt Graz gibt es seit 1995 einen gewählten Migrant:innenbeirat, dessen Wahl wird mit der Gemeinderatswahl durchgeführt.